# Букалей (Вознесенский район)
Букалей — деревня в Вознесенском районе Нижегородской области России. Входит в состав Благодатовского сельсовета. Жители деревни активно занимаются мочальным промыслом.

## Географическое положение
Деревня находится в 10 км от райцентра — рабочего посёлка Вознесенское.

## Население
| 1999 | 2002 | 2010 |
| ---- | ---- | ---- |
| 205  | ↘200 | ↘134 |